# 國民中學學生基本學力測驗

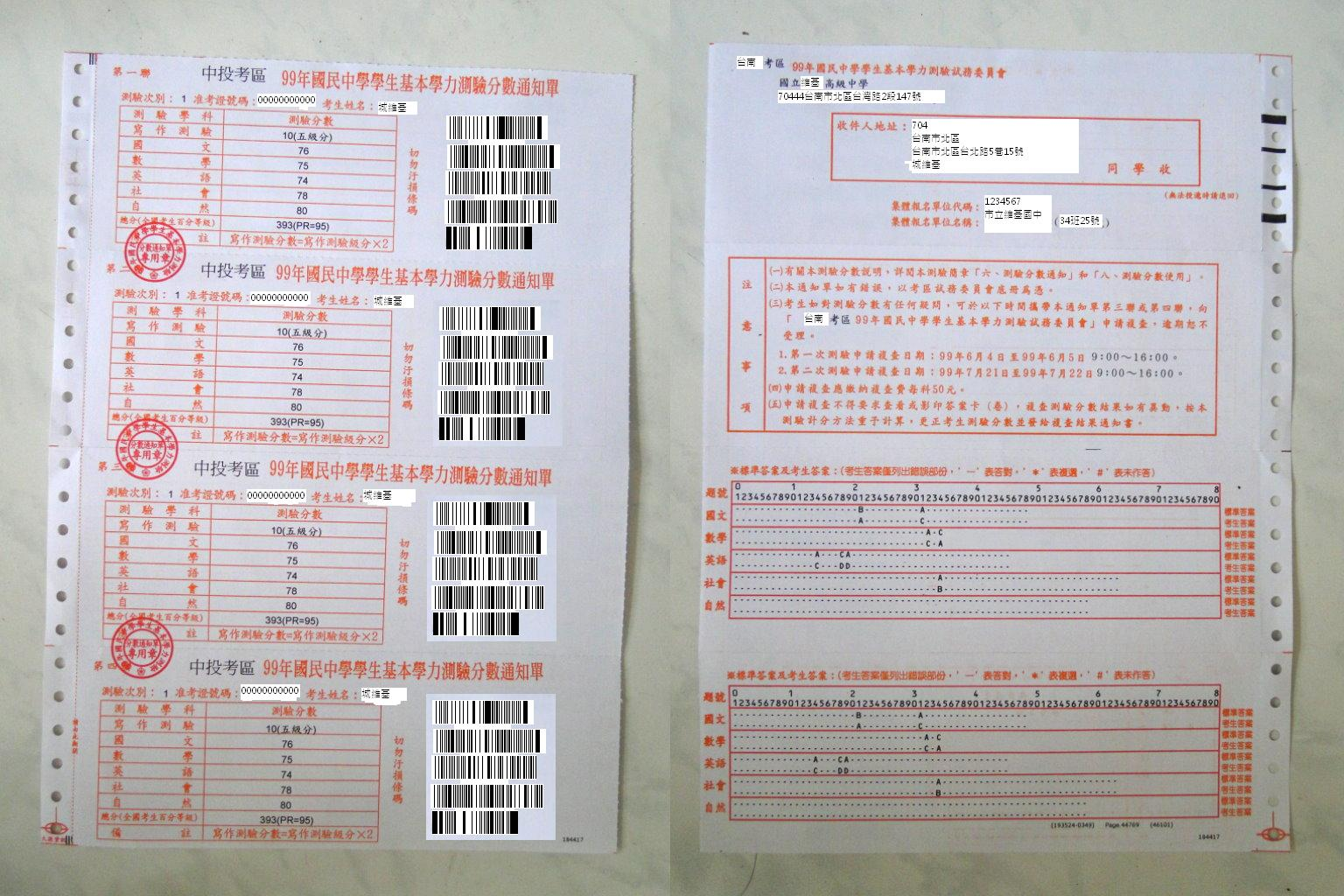
99年第一次國中基測成績單的正反面

國民中學學生基本學力測驗，簡稱基測、國中基測，為中華民國教育部過去曾為國民中學九年級學生舉辦的學習能力測驗，目的在學生升學時利用成績供各高中、高職參考。
基測從2001年（民國90年）開始舉辦，用以取代聯考。在2013年（民國102年）舉行最後一屆，之後由國中教育會考取代。舉行年數為13年。

## 測驗科目時程及測驗日時程表
- 第一日考科：英語科、自然科、國文科、寫作測驗
- 第二日考科：數學科、社會科

| 時段 | 時程        | 第一日   | 第二日   |
| ---- | ----------- | -------- | -------- |
| 上午 | 8:40-8:50   | 測驗說明 | 測驗說明 |
| 上午 | 8:50-10:00  | 英語科   | 數學科   |
| 上午 | 10:00-10:50 | 休息     | 休息     |
| 上午 | 10:50-11:00 | 測驗說明 | 測驗說明 |
| 上午 | 11:00-12:10 | 自然科   | 社會科   |
| 中午 | 12:10-14:00 | 中午休息 |          |
| 下午 | 14:00-14:10 | 測驗說明 |          |
| 下午 | 14:10-15:20 | 國文科   |          |
| 下午 | 15:20-16:10 | 休息     |          |
| 下午 | 16:10-16:20 | 測驗說明 |          |
| 下午 | 16:20-17:10 | 寫作測驗 |          |

- 考試遲到15分鐘不得進場應試
- 考試未滿30分鐘不得提前交卷離場
- 以上為2006年起之測驗日時程表，此前未有寫作測驗，國文與英語科時間此前亦對調。

## 歷史演變
國民中學學生基本學力測驗的原始目的，為打破國民中學升高級中學實行42年的「聯考聯招制」，原始測驗目的為「標準參照」形式使用，僅作為國中升高中參考的一部份依據；但最後由於社會輿論及家長團體壓力，被迫改變為「常模參照」形式測驗，並且以國民中學學生基本學力測驗分數作為主要國中升高中的參考依據。
1998年6月，教育部委託國立臺灣師範大學心理與教育測驗研究發展中心成立「國民中學學生基本學力測驗推動工作委員會」，執行國民中學學生基本學力測驗。
2001年的第一次國民中學學生基本學力測驗共有31萬多人報考。為配合實施九年一貫教育，2005年起健康教育不再納入自然科考試範圍。2006年首度加考寫作測驗，並自2007年起納入計分。2013年，為配合實施十二年國民教育，最後一次舉辦基本學力測驗，2014年起改以國中教育會考取代基本學力測驗。基本學力測驗自2001年起每年舉辦兩次，但最後兩年（2012及2013年）僅舉辦1次。

## 測驗目的
- 為取得高級中等學校、高級職業學校之申請入學、甄選入學、登記分發入學等入學成績。
- 為取得五年制專科學校之甄選入學、登記分發入學等入學成績。

## 測驗科目與題型
| 考科                    | 範圍（2001至2004年）                                                               | 範圍（2005至2013年）                                                                                   | 時間   | 題數    |
| ----------------------- | ---------------------------------------------------------------------------------- | --- | ------ | ------- |
| 國文                    | 國中國文1~6冊                                                                      | 國中國文1~6冊                                                                                          | 70分鐘 | 46~50題 |
| 英語                    | 國中英語1~5冊                                                                      | 國中英語1~6冊                                                                                          | 70分鐘 | 44~45題 |
| 數學                    | 國中數學1~6冊                                                                      | 國中數學1~6冊                                                                                          | 70分鐘 | 31~34題 |
| 社會                    | 國中歷史1~4冊 國中地理1~4冊 國中公民與道德1~4冊 國中認識臺灣歷史篇、地理篇、社會篇 | 國中社會1~6冊 （含歷史、地理與公民）                                                                   | 70分鐘 | 61~66題 |
| 自然                    | 國中健康教育上、下冊 國中生物上、下冊 國中理化1~4冊 國中地球科學                   | 國中自然與生活科技1~6冊自然部份 （含生物、理化、地球科學）                                             | 70分鐘 | 56~58題 |
| 寫作測驗 （2006年新增） | 不適用                                                                             | 主要依據國民中小學九年一貫課程暫行綱要第三階段寫作能力指標，並參酌部分第一階段、第二階段寫作能力指標。 | 50分鐘 | 1題     |

- 分數計算採用量尺分數制。
- 測驗題型均採「四選一」單一選擇題，包括「單題」及「題組題」兩類。答錯不倒扣分數。
- 2006年第一次基測試辦寫作測驗，於5月27日下午實施。成績不列入計算；但分數在3級分（含）以下者，高中必須進行強制輔導課程。
- 2007年加考寫作測驗，共分6級分，與其他考科之計算方式為作文級分x2+各科分數，滿分為312分。
- 2009年基測量尺分數60分提高到80分，滿分為412分。

## 報考資格
- 國民中學應屆畢業生、或曾在公私立國民中學、高級中學附設國民中學畢業或修畢國民中學3年課程者。
- 依教育部《資賦優異學生降低入學年齡縮短修業年限及升學辦法》之規定，經主管教育行政機關認定其畢業資格之國民中學學生。
- 具備同等學力資格者。

## 測驗時程與升學方法
- 於2013年6月的第二個禮拜，舉行2013年之基測（2013年6月8日、6月9日）。
- 第一次基測成績可供甄選入學、申請入學、登記分發、十二年就學安置入學使用。
- 第二次基測成績僅可供登記分發入學使用。（2012年已停止）

## 爭議
爭議多半以命題、量尺分數為主。

### 命題
因為教材採取一綱多本的緣故，有些觀念並非每種版本都有提到，因而部份學生、家長和老師提出疑問。而教育部表示只要讀好一本而學得一綱即可應考。

### 量尺分數
基測分數計算採用量尺分數制。錯的題數所分配的扣分並不相同。所錯題目越少，每題扣分越重，所錯題目越多，每題扣分越輕。以2007年第一次國中基測為例，國文科全部答錯和答對10題的分數都一樣是「1分」；錯5題扣13分、但5科都錯1題卻扣21分。高分群和低分群缺乏鑑別度。因而有反彈意見（譬如中央研究院統計科學研究所研究員林妙香 的《國中基測量尺及等化程序缺失》）。因而教育部從2009年起採用新計分方式。

#### 2009年的新計分方式
為了解決前述量尺分數問題，教育部於2009年基測開始，將國中基測的滿分由60分提高到80分，以提高高分群與低分群的鑑別度。
2009年起，教育部調整基測的量尺計分方式，由「非直線」改為「直線轉換」計分，再上加20分，減少全對與錯一題的分數差距。前教育部主任秘書莊國榮指出，對高分群的學生，2007年每科錯一題扣21分，改採「直線轉換」將減少成：只被扣8分；原始分數負分的學生目前都以1分計算，與實際拿1分的學生相同，上加20分後，則可看出實際學習成果。
新方法適用於2006年升上國中的學生，作文分數則仍然維持12分，基測五科的總分由300分改為400分、加上作文為412分。

## 北北基地區區域性基本學力測驗
北北基地區區域性基本學力測驗（簡稱大臺北聯合基測、北北基聯測或聯測），為一由大臺北地區的臺北市、新北市與基隆市預定共同實施的一個獨立的基本學力測驗測驗機制。並與一綱一本政策同時進行。2007年4月臺北市則提出釋憲，獲8縣市首長聯名。6月底臺北市、臺北縣（2010年五都改制後，改稱新北市）與基隆市首長達成共識，在2008年國中新生教科書採一綱一本，並在2011年由臺北市、新北市、基隆市共同舉辦基測。
在早期臺灣的高中聯考時代，即有分為臺灣省聯招區（省聯）、大臺北聯招區（北聯）、大高雄聯招區（雄聯），有高中教師們發言，今日的北北基聯測是當年北聯的復辟，其意圖為縮限中臺灣與南臺灣的學子，赴大臺北就學。支持者則說，地方本來就被賦予此樣權力，以一綱一本，獨立招考，對大臺北地區的考生是減輕壓力的作法。惟實際實行後，頗見爭議。
2011年獨立自辦的北北基聯測，由於常模與全國基測不同，量尺分數被錯估，造成大量考生高分低取。教育部於同年8月24日宣布北北基聯測停辦，此測驗遂成為臺灣最短命的升學考試。
然而北北基聯測停辦，家長重新面對一綱一本政策是否不適用於全國基測的問題，臺北市長郝龍斌也飽受政治與教育界的批評，並自稱是從政以來最大風暴。

## 101年度基本學力測驗舉辦日期
- 第一次基測 
  - 第一日考程2012年6月9日
  - 第二日考程2012年6月10日

因免試入學及申請入學名額逐年提高，參加第二次基測的考生逐年減少，民國101年只舉辦一次基測。

## 重大事件
- 2003年因SARS疫情擴散，第一次國中基本學力測驗延後3個星期到6月21、22日，考試範圍不變，第二次基測延到8月2、3日。[10]
- 2007年7月15日，96年第二次國民中學學生基本學力測驗第2天，臺北一考區西松高中考場進行數學科考試時，監考老師發現，一位考生拿出手機欲發送含有答案的簡訊給另一位考生，明顯作弊，當場制止之，待考完社會科後追查。該考生坦承第一天即有作弊，其手機的簡訊寄件備份區內留存著第一天的3科（英語科、自然科、國文科）答案。依據規定，以上兩位考生4科（英語科、自然科、國文科、數學科）成績一律以0分計算。這是基測舉辦7年以來最大的作弊事件。[11]
- 2008年6月經過媒體報導，國中基測全國18區、31萬考生的個人資料和分數遭到外洩。[12]林正杰、許慧珠經營的博暐圖書網路公司涉嫌販賣國中基測考生個資及成績給全國補教業者。林正杰到案後坦承有販售給北中南補教業者，而吳茂德、補教業者宋可權等業者也坦承出售及收購個資及考生資料。對於此案，雄檢和中檢分別啟動調查。根據雄檢的調查，博暐公司標得2008年全國國中基測的電腦閱卷、計分等業務，藉由業務的機會而將考生的個人資料及成績，分別以180萬、150萬、100萬，賣給北、中、南部的補教業者共十餘家，獲利至少430萬。中檢將林正杰的兒子林宇量約談到案。林宇量是大正資訊公司的前負責人，但實際業務仍掌握在林正杰手上。林宇量將考生個資燒成光碟賣給補教業者，中彰投各縣市則有不同價位。檢方以3人有串供滅證之虞，而聲請羈押獲准。[13]補教業者宋可權（台北北一）、劉立人（高市儒苑）、陳義興（高市哈佛）、王俊傑（高市成功）四人，則各以100萬元交保。[13]其中更有私立學校向中國時報爆料，指出大正公司（與博暐公司為同一公司）賣考生資料已有多年，而且和部分教科書業者合作，以提供考生名單為由，強迫私校採用他們出版的教科書。[14]最終林正杰、許慧珠有罪判決確定。[15]
- 2012年6月9日，101年國民中學學生基本學力測驗第一天，考自然科時，竹苗考區某考場一名考生刻意挪動座椅、拿筆敲桌子，但不服監考人員糾正，隨後又拿出與考試無關的統一發票出來玩，交卷時還向監考人員放話「出場時小心一點」。全國試務委員會討論後決定，該生違規情節重大，自然科不計分。[16]